# Buena Vista (Formosa)
Buena Vista é um município da Argentina, localizada na província de Formosa.